# Владимир Петровић Пижон
Владимир Петровић Пижон (Београд, 1. јул 1955) је бивши српски фудбалер, а садашњи фудбалски тренер. Био је селектор сениорске репрезентације Србије. Током играчке каријере највеће успехе је бележио играјући за Црвену звезду и стекао почасну титулу једне од пет „Звездиних звезда“, односно једног од пет легендарних фудбалера овога клуба.

## Каријера
Фудбалом је почео да се бави у Хајдуку са Лиона, одакле прелази у Црвену звезду где је прошао све млађе категорије. Пижон је од 1972. до краја 1982. године за Звезду одиграо 497 утакмица и постигао 117 голова (332 такмичарска меча уз 66 погодака). Освојио је четири шампионске титуле 1973, 1977, 1980. и 1981. године, један Куп 1982. године и Куп прволигаша 1973. Такође је стигао до финала Купа УЕФА 1979. године, у којем је Звезда била поражена од Борусије из Менхенгладбаха. По броју одиграних првенствених утакмица (258) трећи је на вечној листи клуба, а по броју наступа у еврокуповима (50) је на високој другој позицији у историји Црвене звезде, док је у Купу шампиона одиграо 20 мечева и рекордер је црвено-белих заједно са Јованом Аћимовићем. Био је капитен и вођа генерације, а касније је проглашен и за четврту Звездину звезду.
Крајем 1982. године потписао је за лондонски Арсенал за који је одиграо 22 утакмице у сезони 1982/83. У јуну 1983. напушта Арсенал и игра редом за Брест и Нанси у Француској, као и за Антверпен и Стандард из Лијежа у Белгији.

## Репрезентација
За сениорску репрезентацију Југославије је дебитовао 26. септембра 1973. у пријатељској утакмици против Мађарске (1:1). У националном дресу наступио је 34 пута и постигао 5 голова. Учествовао је на Светским првенствима 1974. и 1982. године. Последњу утакмицу за репрезентацију је одиграо 13. октобра 1982, квалификациону утакмицу за Европско првенство 1984. против репрезентације Норвешке у Ослу.

## Тренерска каријера
Постао је помоћник Драгослава Шекуларца у Звезди 1989. године, а шансу да води први тим црвено-белих добио је у финишу сезоне 1995/96, када је довео клуб до трофеја у Купу са две победе против Партизана у финалу од 3:0 и 3:1. Водио је Звезду и у незаборавним мечевима у Купу победника купова у сезони 1996/97, када је тим у коме су перјанице били Дејан Станковић, Перица Огњеновић, Братислав Живковић, Звонко Милојевић, Зоран Његуш, Горан Ђоровић и остали елиминисао шкотски Хартс (0:0 и 1:1) и немачки Кајзерслаутерн (0:1 и 4:0) и пружио снажан отпор Барселони (1:3 и 1:1). Није остао у клубу до краја те сезоне, а касније је водио грчки Атромитос (1999/2000), док је са белоруском Славијом освојио дуплу круну у сезони 2000/01. Са младом репрезентацијом Србије и Црне Горе стигао је до другог места на Европском првенству 2004. године, што је био фантастичан резултат и један од највећих успеха у Пижоновој тренерској каријери. Предводио је и Војводину 2004. године, а са кинеским Далијаном је био шампион најмногољудније земље на свету. Тренирао је и репрезентацију Кине од 2007. до 2008. године.
У сезони 2009/10. по други пут је сео на клупу Црвене звезде. Предводио је по именима скроман тим црвено-белих са којим је био први у јесењем делу сезоне, а управа на челу са Владаном Лукићем га је сменила после пораза од Металца у пролећном делу, иако је клуб држао прво место на табели са два бода више од Партизана. Нови тренер Ратко Достанић није успео да доведе Звезду до титуле, а Пижон је ушао у историју клуба као тренер који је смењен у тренутку када је био први на првенственој табели. Касније је кратко био тренер румунског Темишвара 2010. године, а исте године је постао селектор репрезентације Србије, коју је водио на 13 утакмица уз учинак од по пет победа и пораза и три ремија. Био је близу да прежаљени тим доведе до баража за Европско првенство, али је кобан по “Орлове“ био пораз у последњем колу квалификација од Словенији (0:1), када је Немања Видић промашио пенал. Петровић је предводио још и Ирак 2013. године, након чега је преузео национални тим Јемена, где је био селектор до 2014. године.
У јулу 2015. преузео је ОФК Београд. Ипак смењен је после само седам утакмица, у којима је тим забележио само две победе уз чак пет пораза.

## Приватни живот
Са очеве стране је хрватског порекла, деда Алојзије, отац Вјекослав (Славко) и брат Златко, сви су радили у Политици. Има ћерке Кристину, Марину и Ивону.